# Ulica Sambora w Gniewie
Ulica Sambora − uliczka położona na gniewskim Starym Mieście. Prowadzi od ul. Dolny Podmór do ul. Pod Basztą. W średniowieczu na północnym krańcu ulicy znajdowała się baszta.

## Zabudowa
Zabudowę ulicy stanowią domy z XVIII i XIX w.